# Freelance (film)
Pour les articles homonymes, voir Freelance (homonymie).
Pour plus de détails, voir Fiche technique et Distribution.
Freelance ou Agent Libre au Québec, (Freelance) est un film américain réalisé par Pierre Morel et sorti en 2023. Il met en vedette John Cena, Alison Brie, Juan Pablo Raba (en) et Christian Slater.

## Synopsis
Quelques années après avoir pris sa retraite des forces spéciales de l'armée américaine à la suite d'une blessure de guerre, Mason Pettits mène une vie classique dans une banlieue américaine où il travaille désormais comme avocat. Mais il s’ennuie profondément et décide donc de se reconvertir dans la sécurité privée. Il est alors chargé de la protection de Claire Wellington, une journaliste qui va interviewer Juan Venegas, le président de Paldonie, un petit pays d'Amérique du Sud. Mais un coup d'État éclate en plein milieu de l'entretien. Alors que l'armée prend le pouvoir, Mason est obligé de s'enfuir dans la jungle avec Claire et le président déchu,.

## Fiche technique
Sauf indication contraire, les informations mentionnées dans cette section peuvent être confirmées par la base de données cinématographiques IMDb,  présente dans la section « Liens externes ».
- Titre original : Freelance
- Titre québécois : Agent Libre
- Réalisation : Pierre Morel
- Scénario : Jacob Lentz
- Musique : Elliot Leung et Geoff Zanelli
- Direction artistique : Diego Garcia
- Décors : Eugenio Garcia
- Costumes : Ana María Urrea
- Photographie : Thierry Arbogast
- Montage : Chris Tonick
- Production : Camilo Buendia, Christopher Milburn, Steve Richards, Renee Tab et Christopher Tuffin

Producteurs délégués : Michael Arrieta, Danny Chan, Court Coursey, Marc Danon, Jaime Hernandez, Walter Josten, Lex Miron et David Robbins
- Sociétés de production : AGC Studios (en), Endurance Media et WideAngle Films
- Sociétés de distribution : Metropolitan filmexport (France, sortie vidéo), Relativity Media (États-Unis)
- Budget : 40 millions de dollars
- Pays de production :  États-Unis
- Langue originale : anglais
- Format : couleur
- Genre : comédie, action
- Durée : 109 minutes
- Dates de sortie[3] : 
  - États-Unis : 27 octobre 2023
  - France : 27 janvier 2024 (en DVD)[4]
- Classification[5] :
  - États-Unis : R

## Distribution
- John Cena (VFB : Jean-François Rossion ; VQ : Frédérik Zacharek) : sergent Mason Pettits, ex-commando des forces spéciales devenu avocat
- Alison Brie (VFB : Julia Kaye ; VQ : Kim Jalabert) : Claire Wellington, journaliste
- Juan Pablo Raba (es) (VFB : Grégory Praet ; VQ : Alexis Lefebvre) : président Juan Venegas
- Christian Slater (VFB : Sébastien Hébrant ; VQ : Gilbert Lachance) : Sebastian Earle, le chef de Mason
- Alice Eve (VFB : Julia Kaye ; VQ : Violette Chauveau) : Jenny Pettits, la femme de Mason
- Marton Csokas (VFB : Franck Dacquin ; VQ : Patrick Chouinard) : colonel Jan Koehorst
- Sebastian Eslava : général  Jorge Vasquez, neveu de Veragas
- Mauricio Cujar : général Martinez
- Molly McCann : Casey Pettits, la fille de Mason

Version française dirigée par Géraldine Frippiat chez Dubbing Brothers, d'après une adaptation des dialogues de Juliette De la Cruz.
Version québécoise dirigée par Manuel Tadros et Gilbert Lachance chez Cinélume, d'après une adaptation des dialogues de Manuel Tadros.
 Source : version québécoise (VQ) sur Doublage.qc.ca

## Production
Freelance est le premier scénario de long métrage écrit par Jacob Lentz, qui a auparavant officié à la télévision comme auteur du Jimmy Kimmel Live!. Le projet est annoncé en octobre 2021, avec le Français Pierre Morel à la réalisation et John Cena en tête d'affiche. Le budget est de 40 millions de dollars,. En janvier 2022, John Cena est rejoint par Alison Brie, Juan Pablo Raba (en), Alice Eve, Marton Csokas, ainsi que par Christian Slater.
Le tournage débute le 17 janvier 2022, avec Thierry Arbogast comme directeur de la photographie.

## Sortie
Aux États-Unis, le film sortira le 6 octobre 2023. En France, il sera diffusé sur Prime Video.